# Rue de la Fontaine-à-Mulard
Pour les articles homonymes, voir Rue de la Fontaine.
La rue de la Fontaine-à-Mulard est une voie du 13e arrondissement de Paris située dans le quartier de la Maison-Blanche.

## Situation et accès
La Fontaine-à-Mulard est une voie publique, d'une longueur de 280 mètres située dans le 13e arrondissement de Paris, quartier de la Maison-Blanche ; elle débute au 70, rue de la Colonie et se termine au 2, place de Rungis.

## Origine du nom
Elle doit son nom à la présence de la « fontaine à Mulard » qui était située à l'extrémité de cette rue, sur un coteau dominant la Bièvre.
Michel Roblin précise l’existence en ce lieu de la fontaine aux clercs à côté de laquelle le paroissien Mulat ou Mulard fit ériger un calvaire nommé La Croix à Mulard.

## Historique
Cette rue, déjà présente au début du XVIIIe siècle sur le territoire de la commune de Gentilly, est annexée par la ville de Paris en 1863.
La partie comprise entre la rue Damesme et la rue de la Colonie a été détruite lors du remblayage de la Bièvre en 1887, et elle fut rallongée en 1925 au sud jusqu'à la place de Rungis. En 1929, son extrémité est la joignant à l'avenue d'Italie prend le nom de rue du Docteur-Laurent.
En juillet 1914, les architectes André Arfvidson et Joseph Bassompierre (1871-1950) remportent le concours ouvert en 1912 pour la construction d'un ensemble d'habitations à bon marché (HBM) devant s'élever dans la rue.
Dans la nuit du 1er au 2 juin 1918, durant la Première Guerre mondiale, des bombardiers allemands lancent, une torpille qui explose au no 12 rue de la Fontaine-à-Mulard..

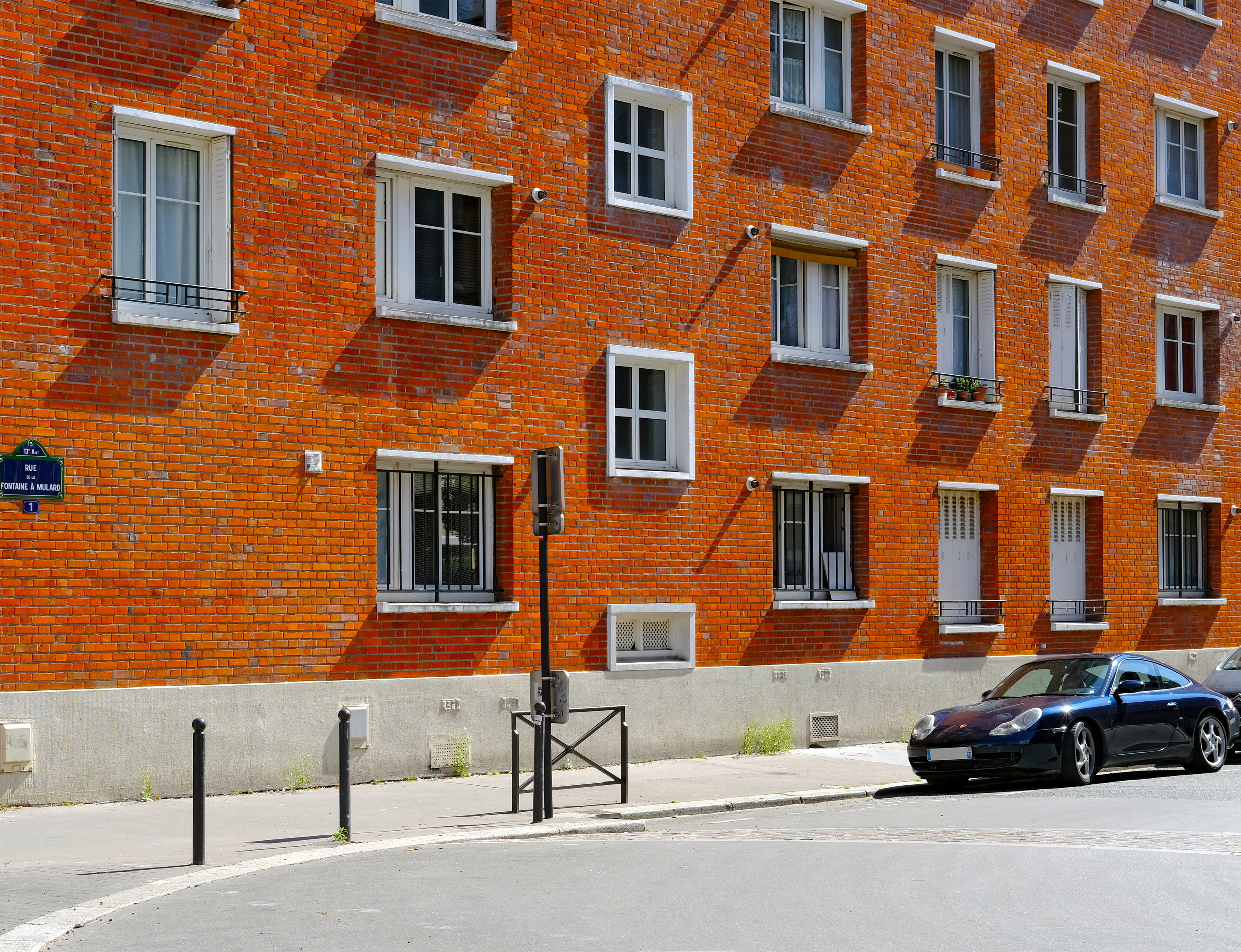
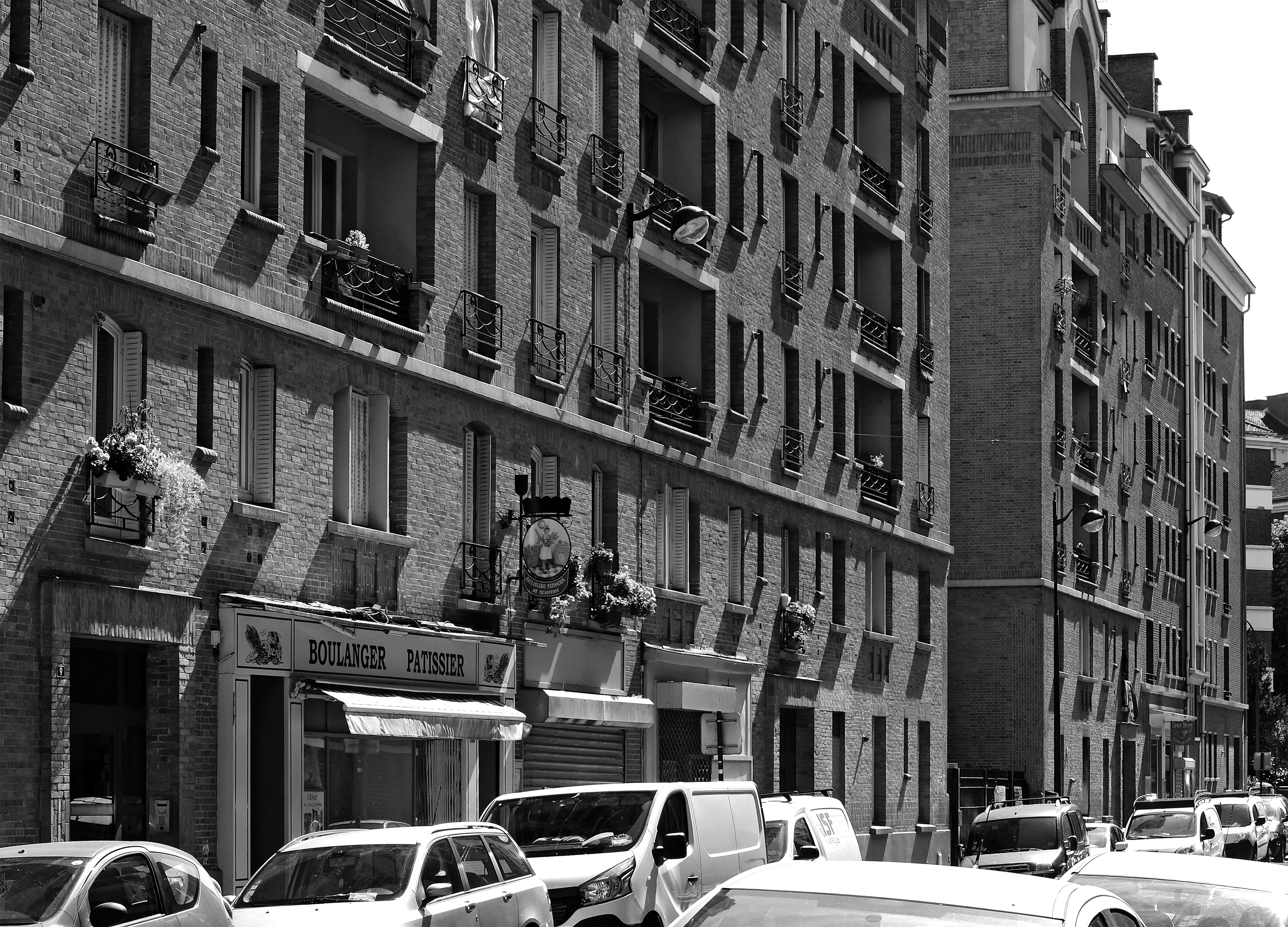

## Bâtiments remarquables et lieux de mémoire
- Le square Paul-Grimault, situé entre cette rue et la rue Bobillot.